# Vrbové
Vrbové (en allemand : Werbau, anciennement allemand : Vrbau ; en hongrois : Verbó) est une ville de la région de Trnava, en Slovaquie. Elle comptait 6 262 habitants en 2007.

## Géographie
Vrbové se trouve à 31 km — 36 km par la route — au nord-est de Trnava, et à 70 km — 81 km par la route — au nord-est de Bratislava.

## Histoire
La première mention écrite de la ville remonte à l'année 1113.
Au milieu du XXe siècle, l'entreprise textile connue sous le nom de Trikota fut créé à Vrbové, offrant du travail aux habitants. Elle devint rapidement le fabricant le plus populaire de lingerie féminine de Tchécoslovaquie.

## Démographie

### Évolution de la population
| Année:               | 1994. | 2004.   | 2014.   | 2024.   |
| -------------------- | ----- | ------- | ------- | ------- |
| Nombre de personnes: | 6162  | 6300    | 6091    | 5554    |
| Différence:          |       | +2,23 % | -3,31 % | -8,81 % |

| Année:               | 2023. | 2024.   |
| -------------------- | ----- | ------- |
| Nombre de personnes: | 5597  | 5554    |
| Différence:          |       | -0,76 % |

## Économie
La principale entreprise de la ville est la société Technopol Trikota A.S., spécialisée dans la lingerie.

## Personnalités
- Móric Beňovský (1746-1786), aventurier, voyageur, explorateur, colonisateur, écrivain, roi à Madagascar.
- Rabbi Yosef Chaim Sonnenfeld (1848-1932), Rabbin.
- Jozef Adamec (1942-2018), footballeur.

## Villes jumelées
- Allstedt (Allemagne)
- Spišské Podhradie (Slovaquie)
- Vítkov (Tchéquie)

## Galerie

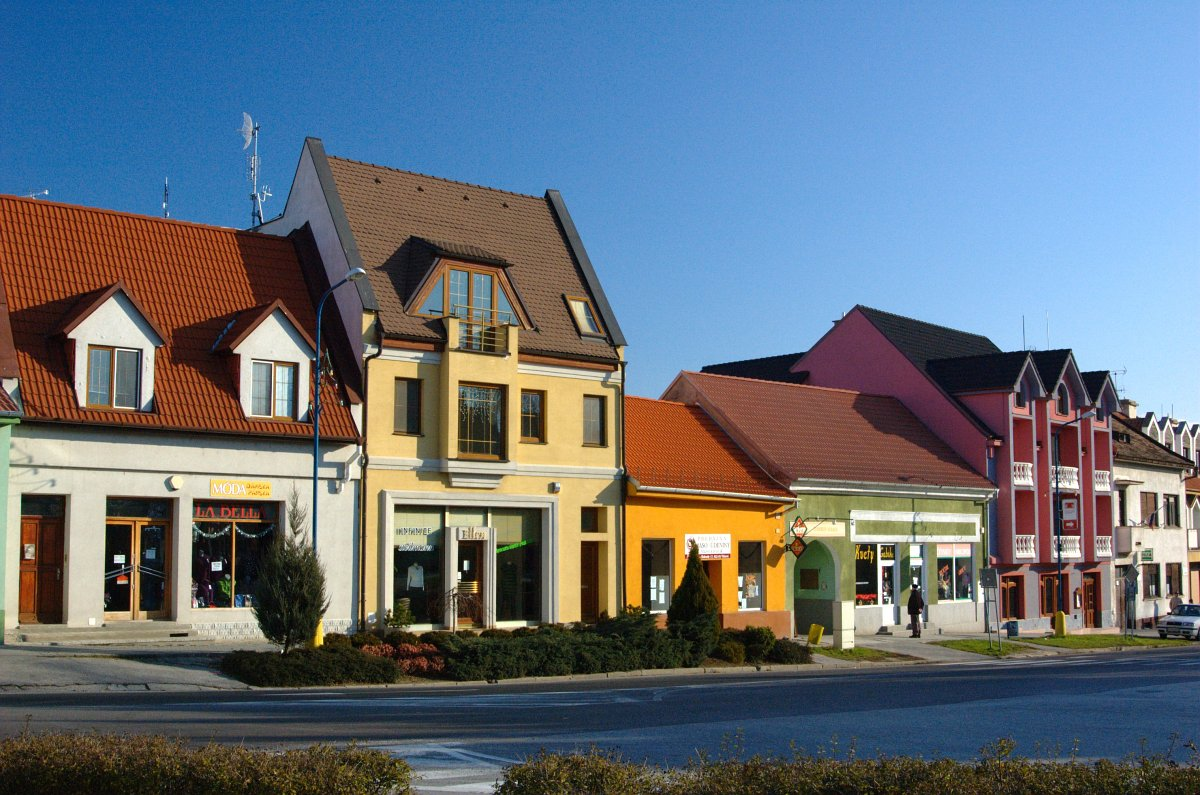
Centre ville
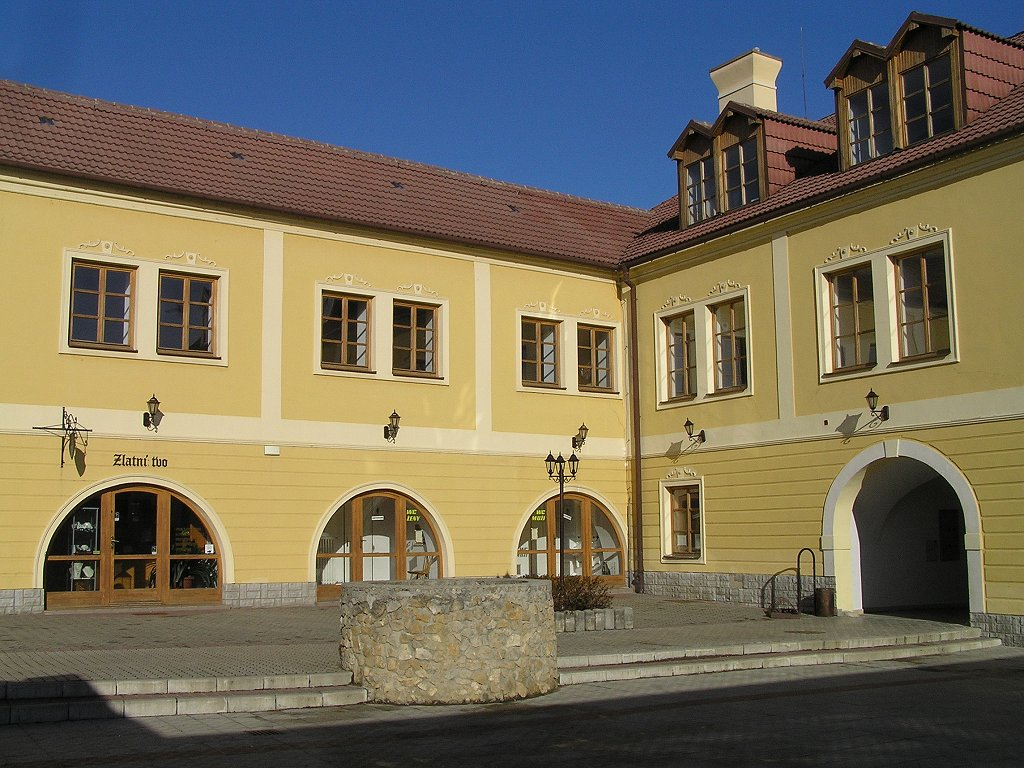
Cure de Beňovský
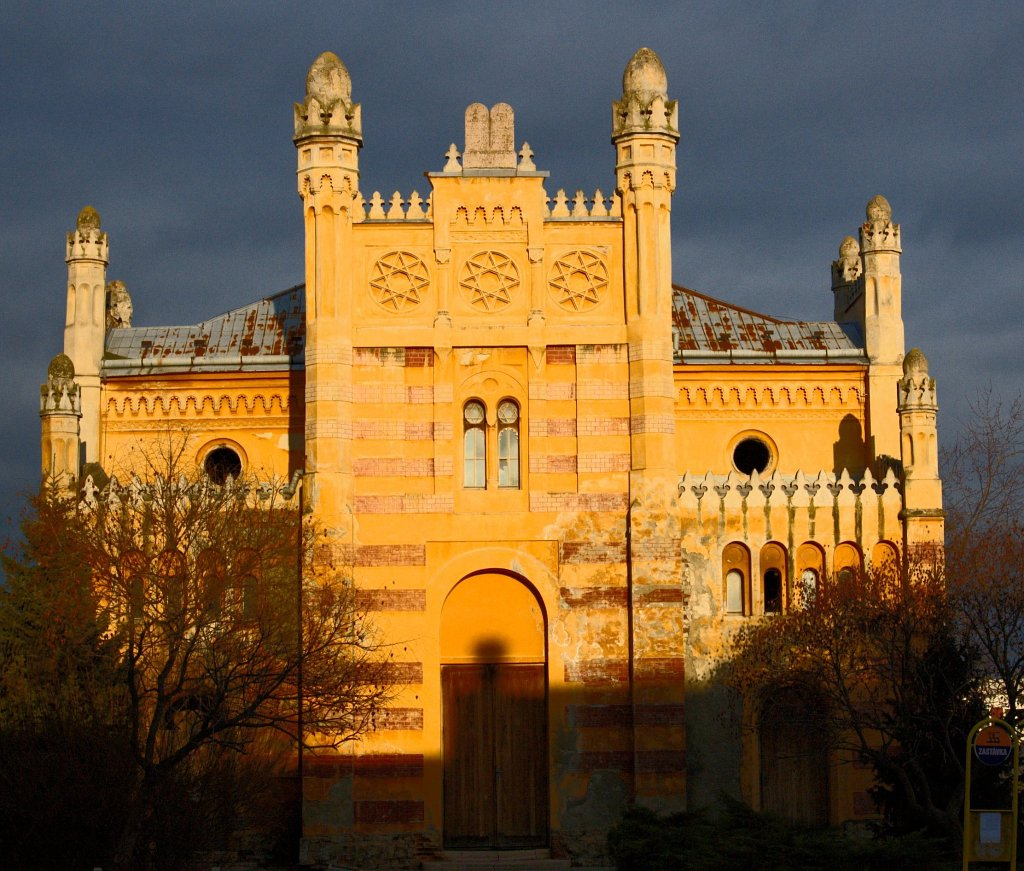
Synagogue
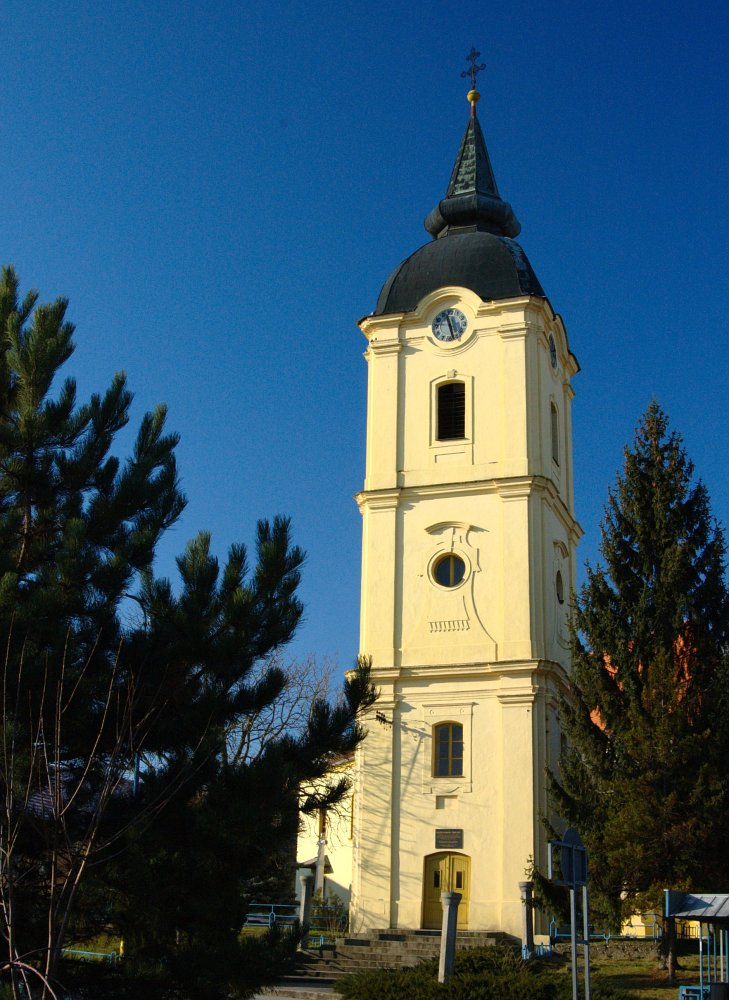
Tour Šikmá
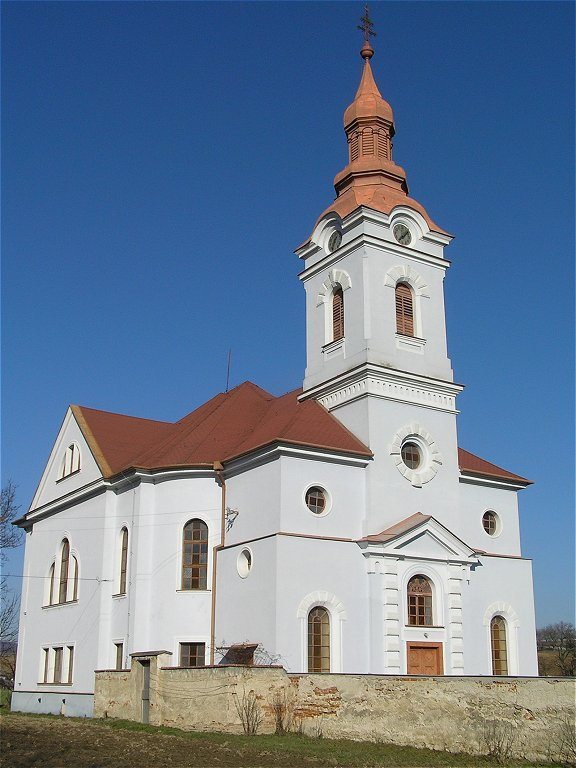
Église luthérienne
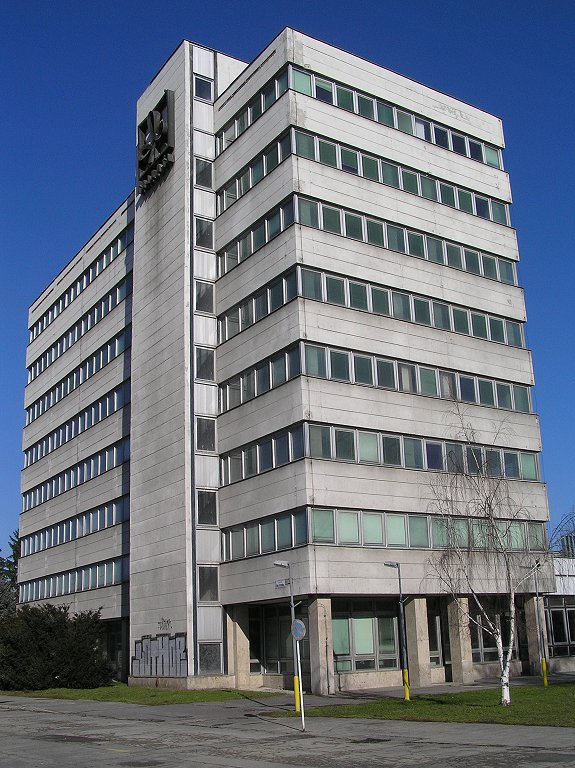
Usine Trikota